# High Level Bridge (Edmonton)
High Level Bridge är en bro över floden North Saskatchewan River i Edmonton i den kanadensiska delstaten Alberta. Den byggdes för en kombination av järnvägs-, spårvägs- och biltrafik såväl som för fotgängare. Från början var det tre spår på övre plan; två spårvägsspår med ett järnvägsspår i mitten. Tågen började gå den 2 juni 1913 och spårvagnstrafiken den 11 augusti samma år. Biltrafiken dröjde eftersom nedre plan inte var klart. På grund av den låga frihöjden, 3,2 meter, är lastbilstrafik inte tillåten på bron.
Spårvagnstrafiken lades ned den 1  september 1951 och järnvägstrafiken upphörde år 1989. Den 19 november 1980 enkelriktades bron och den nordgående trafiken flyttades nedströms till Walterdale Bridge. De södergående trådbussarna flyttades i sin tur från Waterdale Bridge till High Level Bridge som kompletterades med luftledningar. Trådbussarna trafikerade bron från den 4 maj 1981 till år 2009.
På övre plan finns idag endast det mittersta spåret kvar. Det trafikeras sommartid av museispårvägen High Level Bridge Streetcar som går från spårvägsmuseet Strathcona Streetcar Barn & Museum till Edmontons centrum med tre stopp på vägen.
År 1994–1995 renoverades bron och gångbanorna breddades. Den ursprungliga blyhaltiga färgen togs bort och bron målades om med 100 m3 ny färg. 
High Level Bridge kulturskyddades år 1995.